# Kyashar
Kyashar, eller Thangnaktse, och tidigare Peak 43, är ett berg i Khumbu-regionen av Himalaya i Nepal. Toppen ligger på 6 769 meter över havet och ingår i den del av Himalaya som kallas Mahalangur Himal. 

## Beskrivning
Fram till 1983 benämndes berget ”Peak 43”. Detta år genomförde de nepalesiska myndigheterna en namngivning av berg och andra geografiska platser, för att ”tvätta bort” ett stort antal västerländska namn från kartan. Från och med 1983 heter berget Kyashar. Berget har också ett tredje namn, Thangnaktse. Lokalr förekommer även namnet Charpate, vilket betyder ungefär "fyrkantig", vilket är en bra beskrivning av bergstoppen.
Kyashar ligger i Solukhumbu-distriktet. Närmast belägna berg är Kangtega, Kusum Kanguru, Thamserku, Mera Peak, Malangphutang och Peak 41, med stigande avstånd. En vanlig utgångpunkt för den som ska klättra på Kyashar, eller Kusum Kanguru eller Mera Peak är den lilla byn Tagnag vid foten av Kyashar.
Via en bergsrygg står Kyashar i förbindelse med Kantega. På västra sidan ligger Kyashar-glaciären. Berget är avrinningsområde till Ganges och därigenom till Bengaliska viken.

## Klättringshistorik
Den första toppbestigningen gjordes av ett klättrarlag bestående av Sam Broderick, Andi Frank, Kevin Riddell och Bruce Normand. Broderick, Frank och Normand nådde toppen den 18 oktober 2003. Bestigningen skedde via västsidan av berget.
Den första lyckade bestigningen via den södra sidan av berget, “NIMA-linjen”, genomfördes den 11 november 2012 av de japanska klättrarna Yasuhiro Hanatani, Hiroyoshi Manome och Tatsuya Aoki. Sydsidan karaktäriseras av lös och förrädisk terräng och påtaglig lavinrisk. Den hade motstått åtminstone åtta tidigare toppförsök, av flera rutinerade klättrare. Det japanska klättrarlaget gynnades av bra väder, under samtliga sex dygn som klättringen varade, vilket förklarar det namn de gav rutten, NIMA. Det är sherpa-språk och betyder ”sol”.
Bästa tiden för att klättra i området är i maj och i oktober, medan mars-april och september och november också är möjliga, men under betydliga kallare och snörikare förhållanden.